# Gran Premio di superbike di Hockenheim 1990
Il Gran Premio di Superbike di Hockenheim 1990 è stato disputato il 6 maggio sull'Hockenheimring e ha visto la vittoria di Fred Merkel in gara 1, mentre la gara 2 è stata vinta da Stéphane Mertens.

## Risultati

### Gara 1

#### Arrivati al traguardo[1]
| Pos. | Nº | Pilota            | Motocicletta | Tempo     | Griglia | Punti |
| ---- | -- | ----------------- | ------------ | --------- | ------- | ----- |
| 1º   | 1  | Fred Merkel       | Honda        | 30:12.450 | 4º      | 20    |
| 2º   | 19 | Robert McElnea    | Yamaha       | +0:03.800 | 6º      | 17    |
| 3º   | 6  | Giancarlo Falappa | Ducati       | +0:09.830 | 3º      | 15    |
| 4º   | 9  | Jari Suhonen      | Yamaha       | +0:17.170 | 17º     | 13    |
| 5º   | 25 | Andreas Hofmann   | Honda        | +0:17.950 | 12º     | 11    |
| 6º   | 29 | Udo Mark          | Yamaha       | +0:25.390 | 15º     | 10    |
| 7º   | 5  | Anders Andersson  | Yamaha       | +0:25.600 | 13º     | 9     |
| 8º   | 4  | Fabrizio Pirovano | Yamaha       | +0:38.370 | 10º     | 8     |
| 9º   | 48 | Daniel Amatriaín  | Honda        | +0:38.800 | 22º     | 7     |
| 10º  | 57 | Ray Stringer      | Yamaha       | +0:39.120 | 21º     | 6     |
| 11º  | 49 | Juan López Mella  | Honda        | +0:39.450 | 28º     | 5     |
| 12º  | 67 | Jeffry de Vries   | Yamaha       | +0:39.590 | 18º     | 4     |
| 13º  | 61 | Huby Meier        | Honda        | +0:58.010 | 32º     | 3     |
| 14º  | 31 | Wolfgang Möckel   | Honda        | +0:58.780 | 23º     | 2     |
| 15º  | 30 | Michael Rudroff   | Bimota       | +0:59.500 | 31º     | 1     |
| 16º  | 66 | René Delaby       | Honda        | +1:01.890 | 30º     |       |
| 17º  | 79 | Bruno Bonhuil     | Honda        | +1:05.030 | 27º     |       |
| 18º  | 83 | Michael Galinski  | Kawasaki     | +1:15.760 | 25º     |       |
| 19º  | 28 | Bodo Schmidt      | Yamaha       | +1:16.090 | 19º     |       |
| 20º  | 42 | Peter Willmes     | Honda        | +1:16.510 | 34º     |       |
| 21º  | 53 | Pentti Tolonen    | Yamaha       | +1:22.430 | 37º     |       |
| 22º  | 38 | Manfred Fischer   | Honda        | +1:24.150 | 24º     |       |
| 23º  | 50 | Xavier Arenas     | Honda        | +1:24.380 | 35º     |       |
| 24º  | 47 | Lutz Fahr         | Honda        | +1:24.920 | 36º     |       |
| 25º  | 78 | Edwin Weibel      | Kawasaki     | +1:38.500 | 11º     |       |

#### Ritirati
| Nº | Pilota            | Motocicletta | Giri     | Griglia |
| -- | ----------------- | ------------ | -------- | ------- |
| 11 | Robert Phillis    | Kawasaki     | +1 giro  | 7º      |
| 16 | Malcolm Campbell  | Honda        | +1 giro  | 5º      |
| 8  | Baldassarre Monti | Honda        | +2 giri  | 8º      |
| 40 | Hans-Jürgen Gross | Yamaha       | +3 giri  | 33º     |
| 7  | Terry Rymer       | Yamaha       | +4 giri  | 16º     |
| 56 | Brian Morrison    | Honda        | +5 giri  | 20º     |
| 2  | Stéphane Mertens  | Honda        | +7 giri  | 2º      |
| 3  | Raymond Roche     | Ducati       | +9 giri  | 1º      |
| 17 | Davide Tardozzi   | Ducati       | +12 giri | 9º      |
| 35 | Anton Heiler      | Yamaha       | +12 giri | 14º     |

### Gara 2

#### Arrivati al traguardo[2]
| Pos. | Nº | Pilota            | Motocicletta | Tempo     | Griglia | Punti |
| ---- | -- | ----------------- | ------------ | --------- | ------- | ----- |
| 1º   | 2  | Stéphane Mertens  | Honda        | 30:09.910 | 2º      | 20    |
| 2º   | 3  | Raymond Roche     | Ducati       | +0:00.520 | 1º      | 17    |
| 3º   | 1  | Fred Merkel       | Honda        | +0:03.360 | 4º      | 15    |
| 4º   | 6  | Giancarlo Falappa | Ducati       | +0:04.160 | 3º      | 13    |
| 5º   | 4  | Fabrizio Pirovano | Yamaha       | +0:04.300 | 10º     | 11    |
| 6º   | 19 | Robert McElnea    | Yamaha       | +0:04.730 | 6º      | 10    |
| 7º   | 7  | Terry Rymer       | Yamaha       | +0:21.370 | 16º     | 9     |
| 8º   | 25 | Andreas Hofmann   | Honda        | +0:21.720 | 12º     | 8     |
| 9º   | 16 | Malcolm Campbell  | Honda        | +0:21.730 | 5º      | 7     |
| 10º  | 9  | Jari Suhonen      | Yamaha       | +0:22.290 | 17º     | 6     |
| 11º  | 29 | Udo Mark          | Yamaha       | +0:22.830 | 15º     | 5     |
| 12º  | 5  | Anders Andersson  | Yamaha       | +0:22.940 | 13º     | 4     |
| 13º  | 78 | Edwin Weibel      | Kawasaki     | +0:43.640 | 11º     | 3     |
| 14º  | 8  | Baldassarre Monti | Honda        | +0:43.870 | 8º      | 2     |
| 15º  | 67 | Jeffry de Vries   | Yamaha       | +0:49.690 | 18º     | 1     |
| 16º  | 48 | Daniel Amatriaín  | Honda        | +0:51.390 | 22º     |       |
| 17º  | 57 | Ray Stringer      | Yamaha       | +0:51.880 | 21º     |       |
| 18º  | 27 | Peter Rubatto     | Yamaha       | +0:57.170 | 26º     |       |
| 19º  | 66 | René Delaby       | Honda        | +0:57.680 | 30º     |       |
| 20º  | 61 | Huby Meier        | Honda        | +1:00.140 | 32º     |       |
| 21º  | 31 | Wolfgang Möckel   | Honda        | +1:03.550 | 23º     |       |
| 22º  | 47 | Lutz Fahr         | Honda        | +1:33.520 | 36º     |       |
| 23º  | 42 | Peter Willmes     | Honda        | +1:33.860 | 34º     |       |
| 24º  | 40 | Hans-Jürgen Gross | Yamaha       | +2:16.430 | 33º     |       |

#### Ritirati
| Nº | Pilota           | Motocicletta | Giri     | Griglia |
| -- | ---------------- | ------------ | -------- | ------- |
| 17 | Davide Tardozzi  | Ducati       | +4 giri  | 9º      |
| 83 | Michael Galinski | Kawasaki     | +6 giri  | 25º     |
| 79 | Bruno Bonhuil    | Honda        | +8 giri  | 27º     |
| 38 | Manfred Fischer  | Honda        | +9 giri  | 24º     |
| 30 | Michael Rudroff  | Bimota       | +9 giri  | 31º     |
| 28 | Bodo Schmidt     | Yamaha       | +12 giri | 19º     |
| 50 | Xavier Arenas    | Honda        | +12 giri | 35º     |
| 49 | Juan López Mella | Honda        | +13 giri | 28º     |
| 53 | Pentti Tolonen   | Yamaha       | +14 giri | 37º     |